# Estadio de Suez
El Estadio de Suez (en árabe: ملعب السويس‎) es un estadio multiuso principalmente utilizado para el fútbol en la ciudad de Suez en Egipto. Fue construido en el año 1990 y actualmente es utilizado por los equipos Petrojet FC, Asmant Al Suwais y el Suez Montakhab.
Cuenta con capacidad para 27 000 espectadores.

## Eventos disputados

### Copa Africana de Naciones 2019
- El estadio albergó ocho partidos de la Copa Africana de Naciones 2019.
| Fecha               | Selección #1    | Resultado      | Selección #2    | Ronda                 | Espectadores |
| ------------------- | --------------- | -------------- | --------------- | --------------------- | ------------ |
| 24 de junio de 2019 | Túnez           | 1–1            | Angola          | Primera fase, Grupo E | 7,345        |
| 24 de junio de 2019 | Mali            | 4–1            | Mauritania      | Primera fase, Grupo E | 6,202        |
| 28 de junio de 2019 | Túnez           | 0–0            | Mali            | Primera fase, Grupo E | 16,085       |
| 29 de junio de 2019 | Mauritania      | 0–0            | Angola          | Primera fase, Grupo E | 10,120       |
| 2 de julio de 2019  | Guinea-Bissau   | 0–2            | Ghana           | Primera fase, Grupo F | 6,905        |
| 2 de julio de 2019  | Mauritania      | 0–0            | Túnez           | Primera fase, Grupo E | 7,732        |
| 8 de julio de 2019  | Mali            | 0–1            | Costa de Marfil | Octavos de final      | 7,672        |
| 11 de julio de 2019 | Costa de Marfil | 1–1 (3–4 pen.) | Argelia         | Cuartos de final      | 8,233        |